# 王毓淮
王毓淮（1918年—1990年），河北雄县人，中国人民解放军将领、中国人民解放军少将。
毕业于苏联红旗空军学院。1968年，接替曾国华，担任沈阳军区空军司令员。1983年，由曹双明接任。1964年，授中国人民解放军少将军衔。